# Andri Rúnar Bjarnason
Andri Rúnar Bjarnason (Bolungarvík, 12 november 1990) is een IJslandse profvoetballer die als aanvaller speelt voor Valur Reykjavík en de nationale ploeg van IJsland. 
In 2017 evenaarde hij het doelpuntenrecord in de Úrvalsdeild (hoogste IJslandse voetbaldivisie) door 19 doelpunten te scoren voor UMF Grindavík. Het jaar erop debuteerde hij voor het nationale elftal.

## Clubcarrière

### Begin van carrière
Andri begon zijn carrière bij zijn thuisclub Ungmennafélag Bolungarvíkur in 2005. De volgende negen seizoenen speelde hij voor BÍ/Bolungarvík, wat een gezamenlijk team van Boltafélag Ísafjarðar en Ungmennafélag Bolungarvíkur, op het tweede IJslandse voetbalniveau. In 2015 verhuisde hij naar Víkingur Reykjavík en maakte hij zijn debuut in de Úrvalsdeild. Tijdens zijn eerste jaren als beginnend profvoetballer studeerde Andri ook nog in de Verenigde Staten en speelde daar bij het voetbalteam van North Carolina Wesleyan College, waar hij werd uitgeroepen tot USA South Rookie of the Year en in het All-South Atlantic Region Second Team.

### Grindavík
In 2016 werd Andri door Víkingur Reykjavík uitgeleend aan Grindavík, waar hij hielp om de club te laten promoveren naar de Úrvalsdeild. Aan het einde van zijn huurperiode maakte hij de definitieve overstap naar Grindavík en in het seizoen 2017 was hij de sterspeler van de Úrvalsdeild met 18 doelpunten in zijn eerste 20 wedstrijden. Op 30 september evenaarde Andri het doelpuntenrecord voor één seizoen in het Úrvalsdeild, toen hij in de 88e minuut scoorde in Grindavík's laatste wedstrijd van het seizoen.

### Helsingborgs IF
Op 4 november 2017 tekende Andri bij het Zweedse Helsingborgs IF. In zijn tweede wedstrijd voor de club scoorde hij meteen 3 keer in het duel tegen IK Frej Täby. Op 10 november 2018 scoorde hij twee keer in de 3-1 overwinning tegen Varberg in de laatste wedstrijd van het seizoen, waardoor de club landskampioen werd in de Superettan. Naast het kampioenschap was Bjarnason ook de topscoorder in de Zweedse tweede divisie met 16 doelpunten. Op 14 juni 2017 werd door Helsingborgs bekend gemaakt dat het Bjarnason aan 1. FC Kaiserslautern had verkocht.

### 1. FC Kaiserslautern
De periode in Duitsland was geen succesverhaal voor Bjarnason. Hij kwam slechts sporadisch in actie in de 3. Liga, scoorde geen enkel doelpunt en moest zelfs uitkomen in het tweede elftal van de vereniging. Na een seizoen werd door de club besloten om Bjarnason te verkopen aan Esbjerg fB.

### Esbjerg fB
De Deense club hoopte, nadat ze het seizoen ervoor gedegradeerd waren uit de Superligaen, met Bjarnason opnieuw te kunnen promoveren. Hoewel hij in het begin van het seizoen 2020-21 nog regelmatig inviel, was Bjarnason niet tevreden met de rol bij de club en op 13 december 2021 werd het contract van Andri met wederzijds goedkeuring beëindigd.

### ÍBV
Na de ontbinding van zijn contract besloot Bjarnason om terug te keren naar IJsland, waar hij in ÍBV een nieuwe werkgever vond. In de Úrvalsdeild vond Bjarnason zijn speelplezier terug en werd hij weer een basisspeler. In het seizoen van 2022 scoorde hij 10 doelpunten in 25 wedstrijden, en eindigde de club op een negende plaats in de competitie.

### Valur Reykjavík
Na een goed seizoen in IJsland maakte Bjarnason in februari 2023 de overstap naar de IJslandse topclub Valur Reykjavík.

## Interlandcarrière
Na zijn succesvolle seizoen bij Grindavík werd Bjarnason opgeroepen voor het onofficiële vriendschappelijk duel van het nationale team van IJsland tegen Indonesië. Op 11 januari 2018 maakte hij zijn debuut en scoorde meteen zijn eerste goal in de 0-6 overwinning. Nadien speelde hij nog in 4 andere oefeninterlands van IJsland.

## Erelijst

### Club
Helsingsborgs IF
- Kampioen Superettan: 2018

Individueel
- Topscoorder 2. deild karla: 2010
- Topscoorder Úrvalsdeild: 2017
- Topscoorder Superettan: 2018